# 15350 Naganuma
Naganuma (asteróide 15350) é um asteróide da cintura principal, a 1,7205248 UA. Possui uma excentricidade de 0,2768063 e um período orbital de 1 340,29 dias (3,67 anos).
Naganuma tem uma velocidade orbital média de 19,31032451 km/s e uma inclinação de 4,6253º.
Este asteróide foi descoberto em 3 de Novembro de 1994 por Yoshio Kushida, Osamu Muramatsu.